# Tignécourt
Tignécourt ist eine französische Gemeinde mit 82 Einwohnern (Stand: 1. Januar 2022) im Département Vosges in der Region Grand Est. Sie gehört zum Arrondissement Neufchâteau und zum Kanton Darney. Die Bewohner werden Tignécourtois und Tignécourtoises genannt.

## Geografie

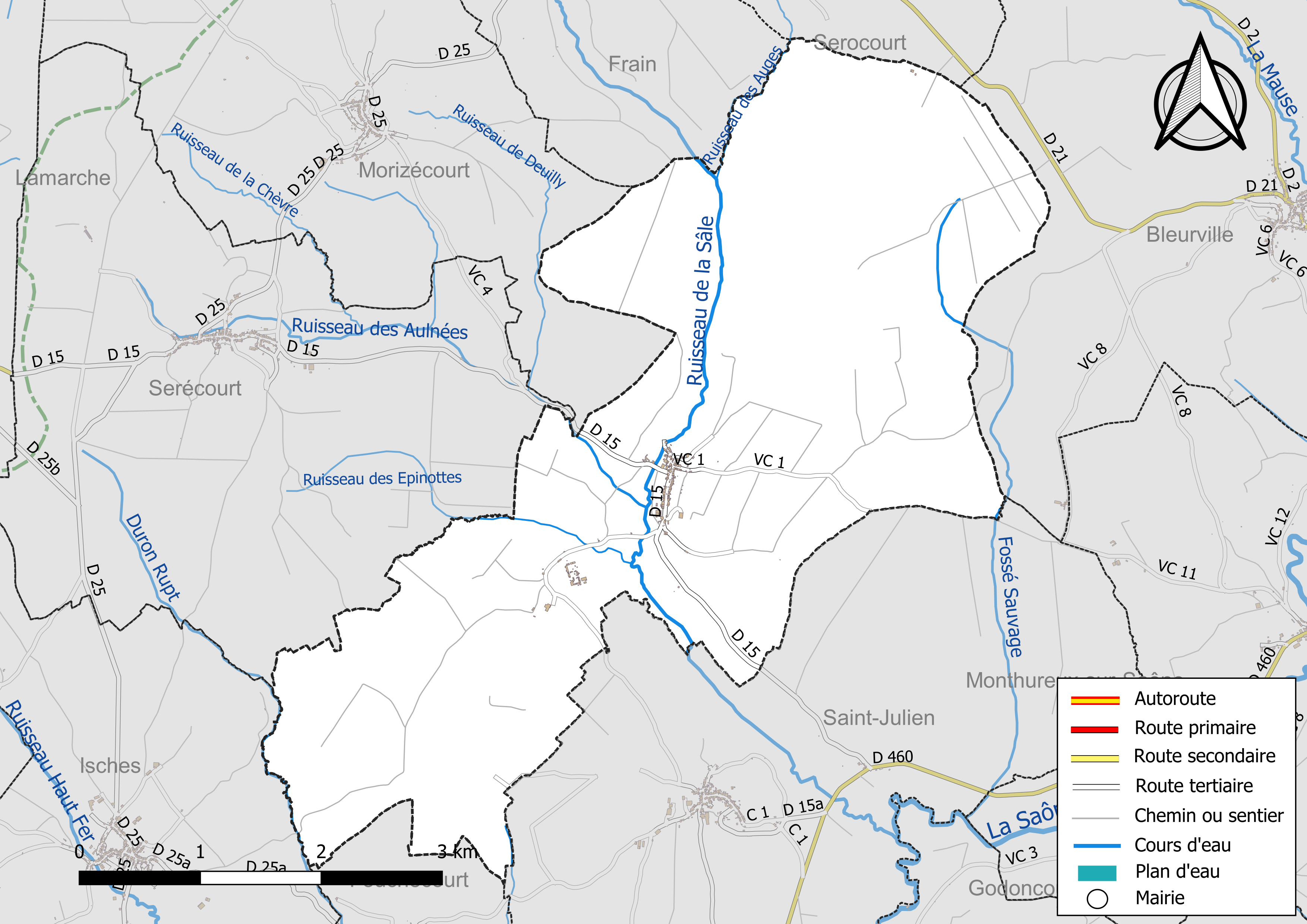
Gewässer und Straßen der Gemeinde

Tignécourt liegt in den Monts Faucilles nahe dem Quellgebiet der Saône, etwa 18 Kilometer südsüdwestlich von Vittel und etwa 44 Kilometer westsüdwestlich von Épinal. Über die Hälfte der Fläche der Gemeinde ist von Wald bedeckt.
Die Gemeinde liegt im Einzugsgebiet der Rhone und wird durch den Ruisseau de la Sâle, den Bach Duron Rupt, den Fossé Sauvage, den Ruisseau des Aulnées, den Ruisseau de Bolinvaux, den Ruisseau de Deuilly, den Ruisseau des Auges und den Ruisseau des Epinottes entwässert.
Umgeben wird Tignécourt von den Nachbargemeinden Serocourt im Norden, Bleurville im Osten, Saint-Julien im Süden, Fouchécourt und Isches im Südwesten, Serécourt im Westen sowie Morizécourt und Frain im Nordwesten. Zu Tignécourt gehört der Ortsteil Flabémont mit dem Kloster Flabémont.

## Bevölkerungsentwicklung
| Jahr                       | 1962 | 1968 | 1975 | 1982 | 1990 | 1999 | 2006 | 2019 |
| Einwohner                  | 195  | 180  | 159  | 124  | 115  | 111  | 109  | 106  |
| Quellen: Cassini und INSEE |      |      |      |      |      |      |      |      |

## Sehenswürdigkeiten
- Ehemalige Prämonstratenserabtei Notre-Dame-de-l’Assomption, vor 1140 gegründet, im Dreißigjährigen Krieg von den Schweden geplündert und während der Französischen Revolution zerstört
- Kirche Saint-Nicolas

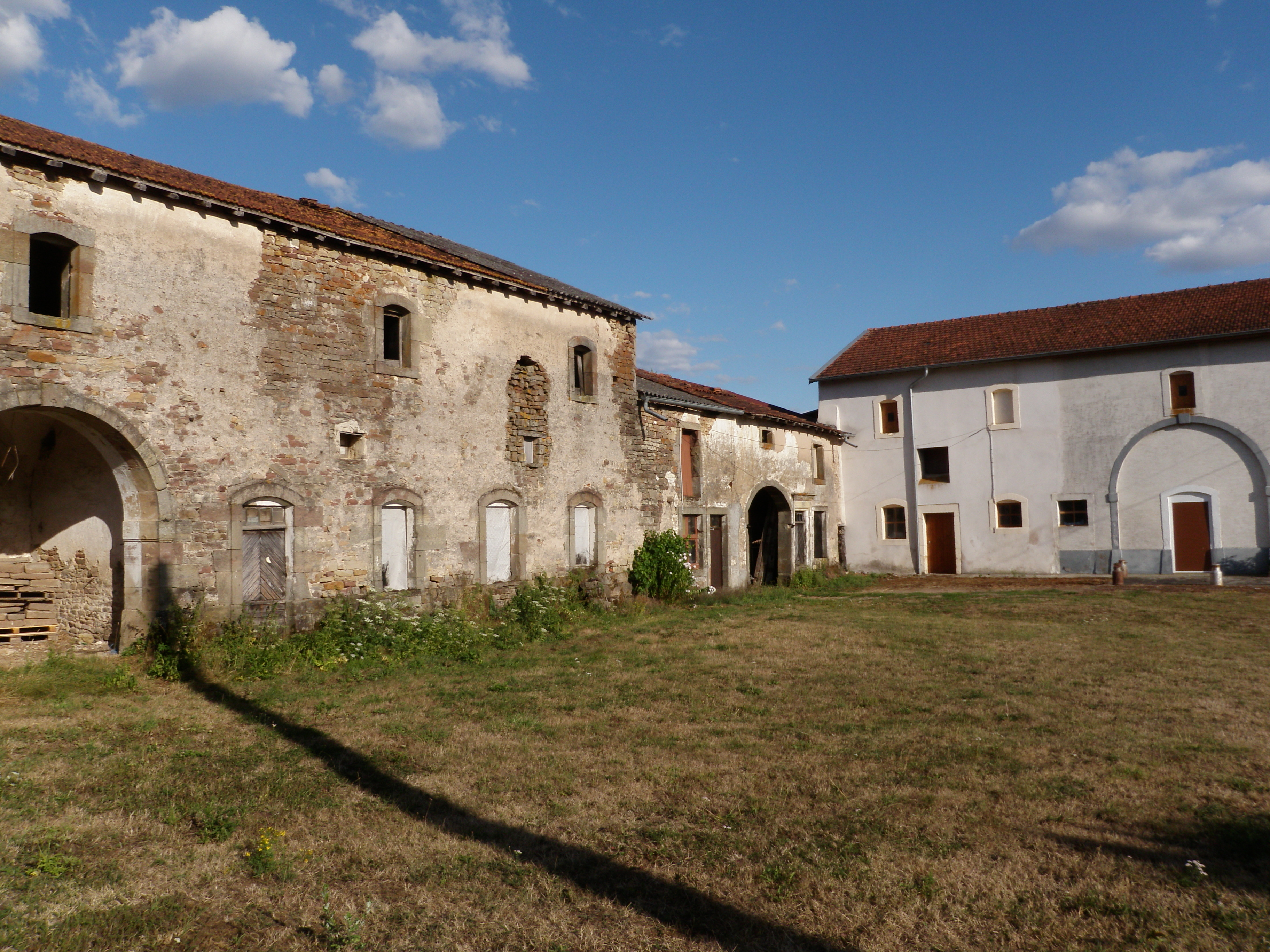
Ehemalige Prämonstratenserabtei
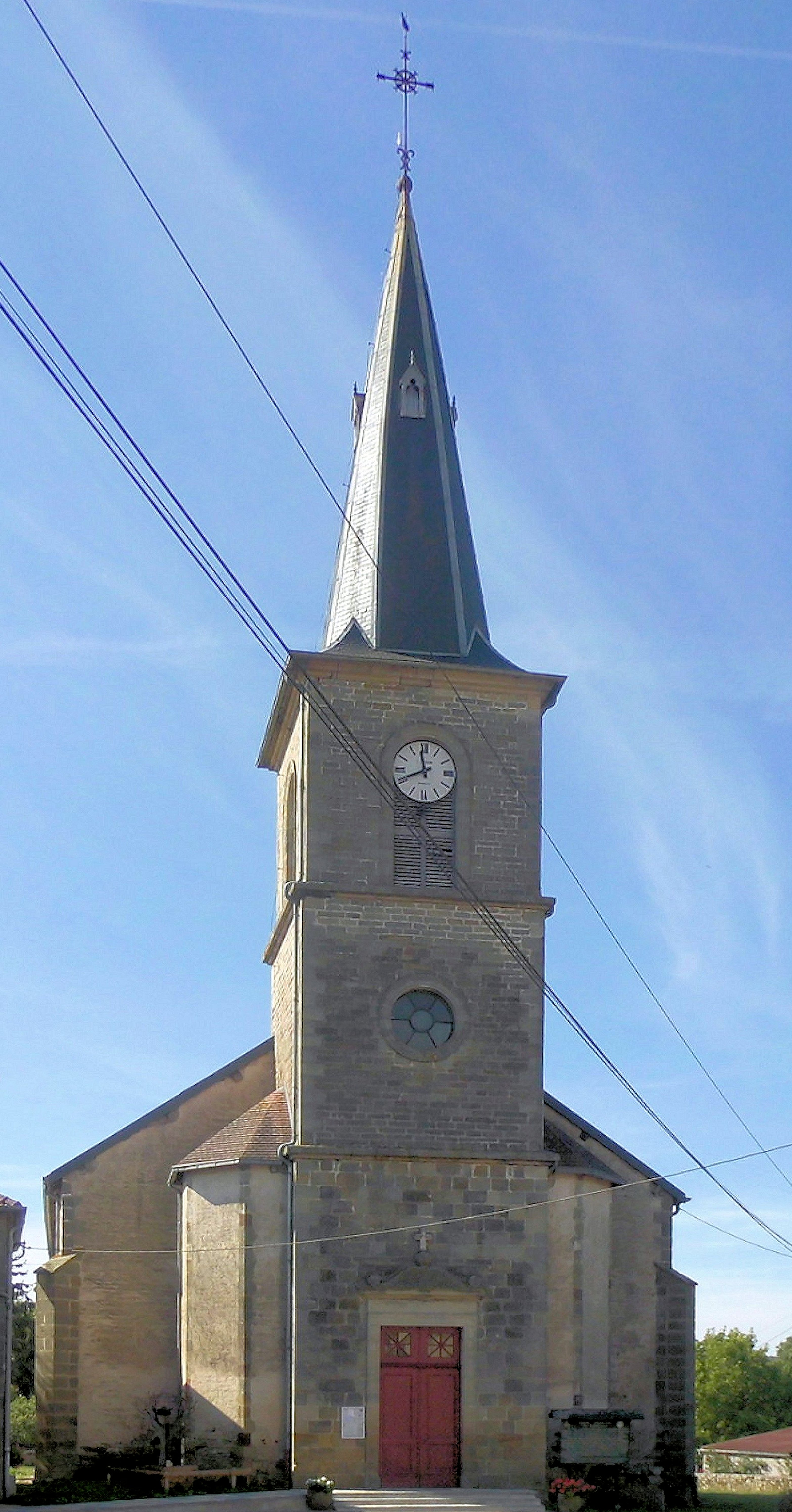
Kirche Saint-Nicolas
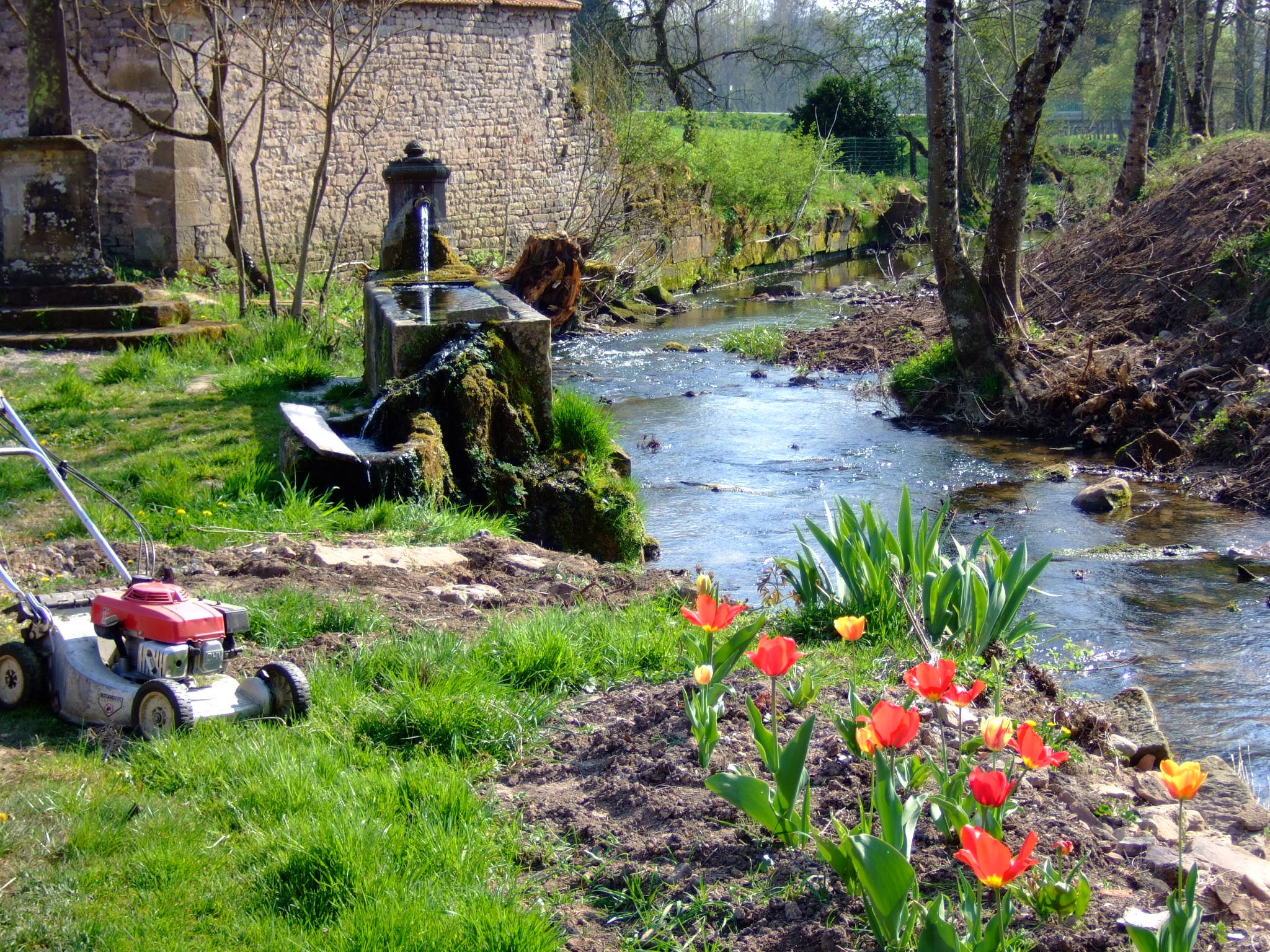
Brunnen in Tignécourt